# Cent Mille Francs pour un baiser
Pour plus de détails, voir Fiche technique et Distribution.
Cent Mille Francs pour un baiser est un film français réalisé par Hubert Bourlon et Georges Delance, sorti en 1933.

## Fiche technique
- Titre : Cent Mille Francs pour un baiser
- Autre titre : Pourquoi pas ?
- Réalisation : Hubert Bourlon et Georges Delance
- Scénario : Georges Delance, d'après sa pièce[1]
- Photographie : Marcel Lucien
- Production : Société des films Véga
- Pays d'origine :  France
- Format :  Noir et blanc - 1,37:1
- Durée : 80 minutes
- Date de sortie : France - 21 juillet 1933

## Distribution
- Renée Devilder : Arlette Paoli
- Marguerite Deval : la marquise de Montigny-Beaubourg
- Guy Sloux : Roger
- Jean Garat : Randson
- Jean Gehret : Bourdin
- Youcca Troubetzkoy : Gilbert Lancy
- Pierre Cueille : le docteur
- René Hiéronimus : le commissaire-priseur
- Yvonne Claudie
- Jeanne Boyer